# Gorenje pri Zrečah
Gorenje pri Zrečah (Duits: Sankt Kunigund of Oberfeld bei Rötschach) is een plaats in Slovenië en maakt deel uit van de gemeente Zreče in de NUTS-3-regio Savinjska. De plaats telde 120 inwoners op 1 januari 2020.